# Sajóecseg–Sajóbábony-vasútvonal
A MÁV Sajóecseg–Sajóbábony-vasútvonala egy egyvágányú, nem villamosított, nagyvasúti szárnyvonal Borsod-Abaúj-Zemplén vármegyében.

## Jellemzői
A rövid, 1950-ben épített vonal Sajóecseg vasútállomás előtt ágazik ki a (92.) Miskolc–Bánréve–Ózd-vasútvonalból. Megközelítőleg nyugati irányba (a fővonalhoz képest mintegy 90 fokkal) elfordul, keresztezi a 26-os utat, majd a Bábony-patak mentén és Sajóbábony területére. Ott a Kinizsi úttal párhozamosan megy, és 3 vágányos állomása van a település területén.
Az állomás előtt déli irányba ágazik ki belőle a ÁTI-telep iparvágánya. Az állomás után a vonal behalad az Észak-Magyarországi Vegyiművek területére, és ott kiterjedt belső hálózattá ágazik szét.
A vonalon a legnagyobb engedélyezett sebesség 20 km/h.
A vonalon kizárólag teherszállítás zajlik, személyforgalma nincs.
Valamikor a Sajóecseg–Sajóbábony-vasútvonalat rövid vágány kötötte össze Miskolc-Repülőtér vasútállomással, és ott a Miskolc–Bánréve–Ózd-vasútvonallal Miskolc-Repülőtér–BÉM–Sajóecseg-vasútvonal néven (déli kiágazása a Kelecsényi út / Állomás utcai vasút kereszteződésnél van). Ennek a kis, iparvágány-szerű vonalnak a Miskolc-Repülőtér és a Borsodi Ércelőkészítő Mű közötti, Miskolc–Bánréve–Ózd-vasútvonallal párhuzamos része még létezik, habár nincs használatban. A Borsodi Ércelőkészítő Mű és a 26-os úti kereszteződéshez közel álló vége közötti részt azonban a Google utcakép szerint 2011 után elbontották.

## Videófelvétel
- https://www.youtube.com/watch?v=qgD4uR7KkTk
- https://www.youtube.com/watch?v=P-7SmvFRjRI